# Vstup Ukrajiny do Evropské unie

Ukrajina a EU na mapě

Ukrajina požádala o členství v Evropské unii (EU) 28. února 2022, krátce po začátku ruské invaze. Prezident Ukrajiny Volodymyr Zelenskyj požádal o okamžité přijetí v rámci „nové zvláštní procedury“, a prezidenti osmi států EU vyzvali k urychlení procesu přistoupení. Předsedkyně Evropské komise Ursula von der Leyenová uvedla, že podporuje přistoupení Ukrajiny, ale že proces bude nějakou dobu trvat. 1. března 2022 Evropský parlament doporučil, aby se Ukrajina stala oficiálním kandidátem na členství, a 10. března 2022 Rada Evropské unie požádala Komisi o její stanovisko k žádosti. 8. dubna 2022 předložila von der Leyenová Zelenskému legislativní dotazník, na který Ukrajina odpověděla 9. května.
17. června 2022 Evropská komise doporučila, aby Evropská rada udělila Ukrajině status kandidáta na vstup do Evropské unie.
23. června 2022 přijal Evropský parlament rezoluci vyzývající k okamžitému udělení Ukrajině statusu kandidáta na členství v Evropské unii. 23. června 2022 udělila Evropská rada Ukrajině status kandidáta na přistoupení k Evropské unii.

## Chronologie vztahů s Evropskou unií

Vlajka používaná aktivisty na Euromajdanu.

Asociační dohoda mezi Evropskou unií a Ukrajinou byla podepsána v roce 2014 po sérii událostí, které zbrzdily její ratifikaci, vyvrcholily revolucí na Ukrajině a svržením tehdy úřadujícího prezidenta Ukrajiny Viktora Janukovyče. Hluboká a komplexní zóna volného obchodu s Ukrajinou vstoupila v platnost 1. září 2017 poté, co byla prozatímně uplatňována od 1. ledna 2016, a dohoda o přidružení vstoupila plně v platnost 1. září 2017. 24. února 2022 Rusko napadlo Ukrajinu, což vedlo k žádosti o členství.

## Status kandidáta EU

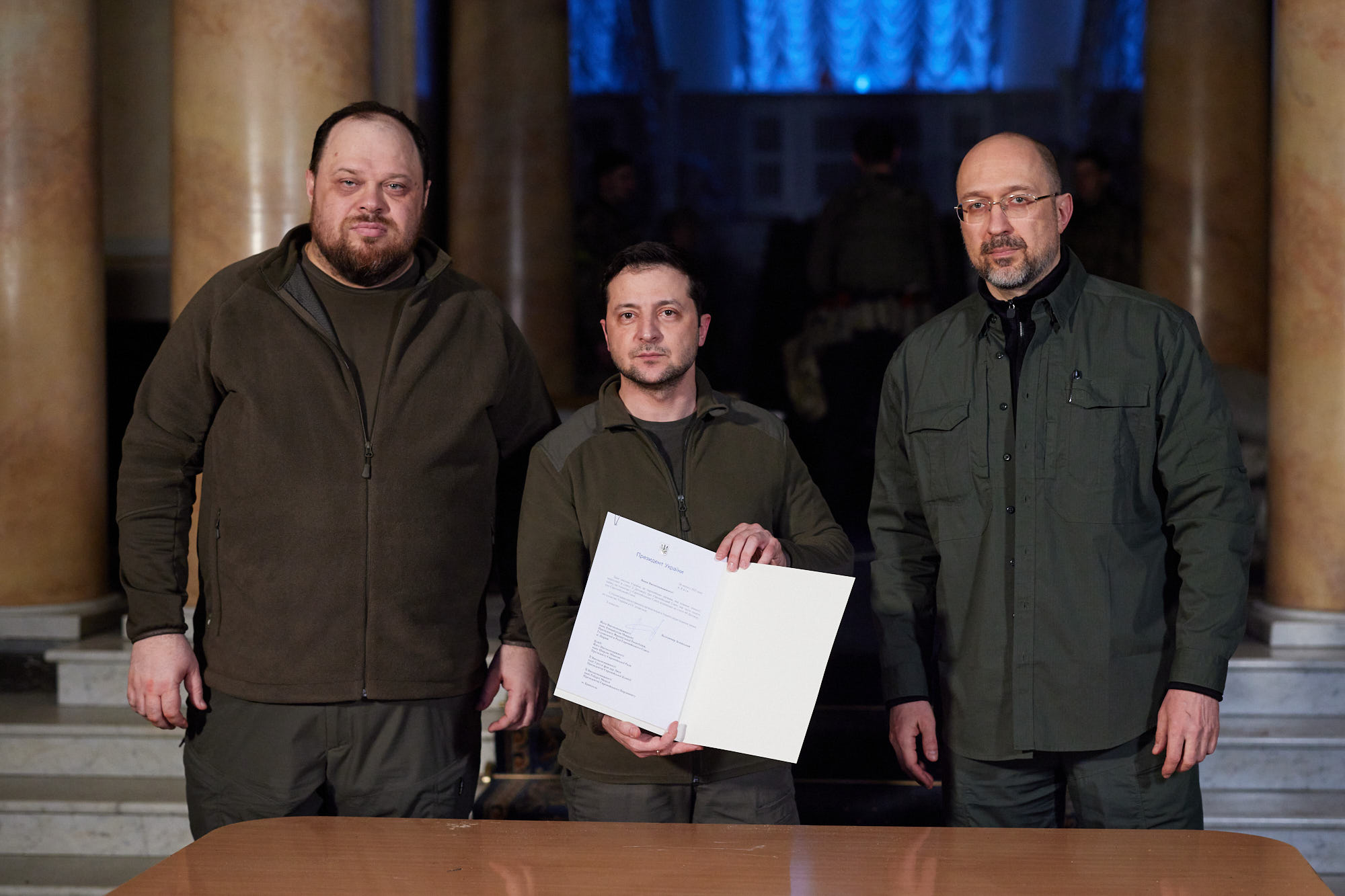
Podpis žádosti o vstup do EU, 28. února 2022

Po ruské invazi na Ukrajinu v roce 2022 se objevily další výzvy k zahájení formálního přístupového procesu: Ukrajina zopakovala své přání stát se členem unie, a předsedkyně Evropské komise von der Leyenová prohlásila, že Ukrajina patří do Evropské unie. Slovenský premiér Eduard Heger vyjádřil podporu urychlenému přístupovému procesu.
Prezident Polska Andrzej Duda vyzval 26. února 2022 k urychlenému vstupu Ukrajiny do EU. 27. února slovinský premiér Janez Janša spolu s polským premiérem Mateuszem Morawieckim v dopise předsedovi Evropské rady Charlesi Michelovi navrhli plán rychlé integrace Ukrajiny do EU do roku 2030. Slovenský premiér Eduard Heger rovněž navrhl EU vytvořit nový zvláštní postup pro přistoupení Ukrajiny, který by Ukrajině v budoucnu pomohl postavit se na nohy a vzpamatovat se z války.
28. února Ukrajina oficiálně podala žádost o členství. Kvůli pokračující krizi požádal prezident Zelenskyj podle zvláštního postupu o okamžité přijetí do Evropské unie. 1. března Evropský parlament v návaznosti na rozpravu, ve které vystoupil prezident Ukrajiny a sklidil potlesk, doporučil, aby se Ukrajina stala oficiálním kandidátem na členství v EU. Evropský parlament hlasoval pro posílení členství Ukrajiny hlasem 637 pro, 13 proti a 26 se zdrželo hlasování.
7. března EU uvedla, že formálně posoudí žádost Ukrajiny, a 10. března 2022 Rada Evropské unie požádala Komisi o její stanovisko k žádosti.

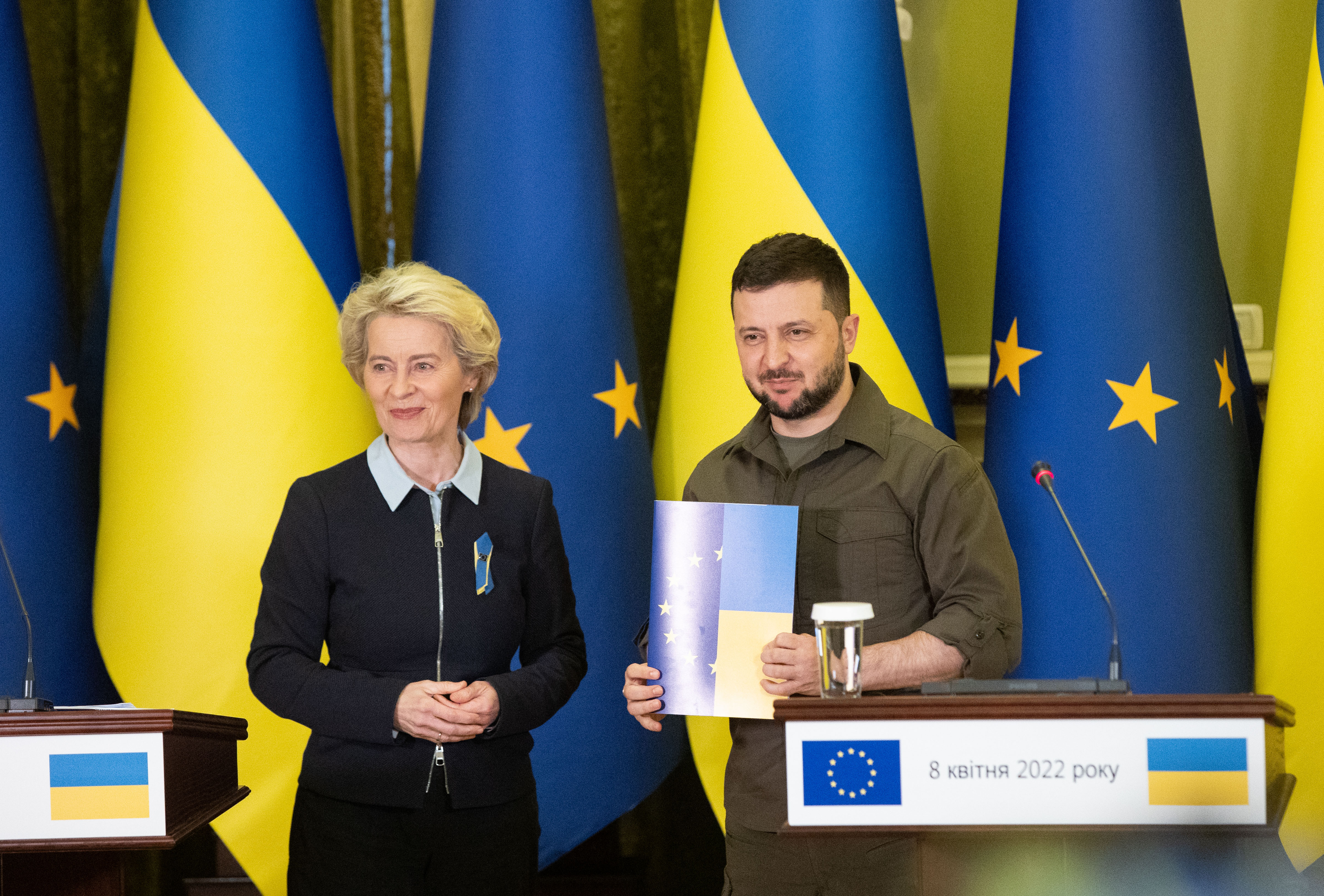
Ukrajinský president přebírá 8. dubna 2022 od předsedkyně Evropské komise dotazník k žádosti o členství v EU

8. dubna 2022 navštívila předsedkyně Komise von der Leyenová po návštěvě Buči po masakru Kyjev a setkala se s prezidentem Zelenským. Von der Leyenová předložila Zelenskému legislativní dotazník k zahájení ukrajinské žádosti a nabídla urychlení procesu. Borrell oznámil, že delegace EU na Ukrajinu v čele s Mattim Maasikasem se vrátí do Kyjeva poté, co byl evakuován po vypuknutí války. 17. dubna 2022 Ukrajina odpověděla na první část legislativního dotazníku, zatímco na druhou a závěrečnou část odpověděla dne 9. května 2022.
17. června 2022 Evropská komise doporučila, aby Evropská rada udělila Ukrajině perspektivu stát se členem Evropské unie a kandidátský status pro přistoupení. Současně s doporučením schválit status kandidátské země požadoval Brusel reformy v Kyjevě a poskytl seznam sedmi položek:
1. reforma Ústavního soudu;
2. pokračování reformy soudnictví;
3. boj proti korupci, včetně jmenování vedoucího SAPO;
4. boj proti praní špinavých peněz;
5. provádění antioligarchického zákona;
6. harmonizace audiovizuální legislativy s evropskou;
7. změna legislativy o národnostních menšinách.

Tyto požadavky musí být splněny, aby si Ukrajina udržela status kandidátské země, protože udělení statusu kandidátské země v červnu 2022 není konečné a EU jej může zrušit, pokud by Ukrajina ignorovala reformní agendu.

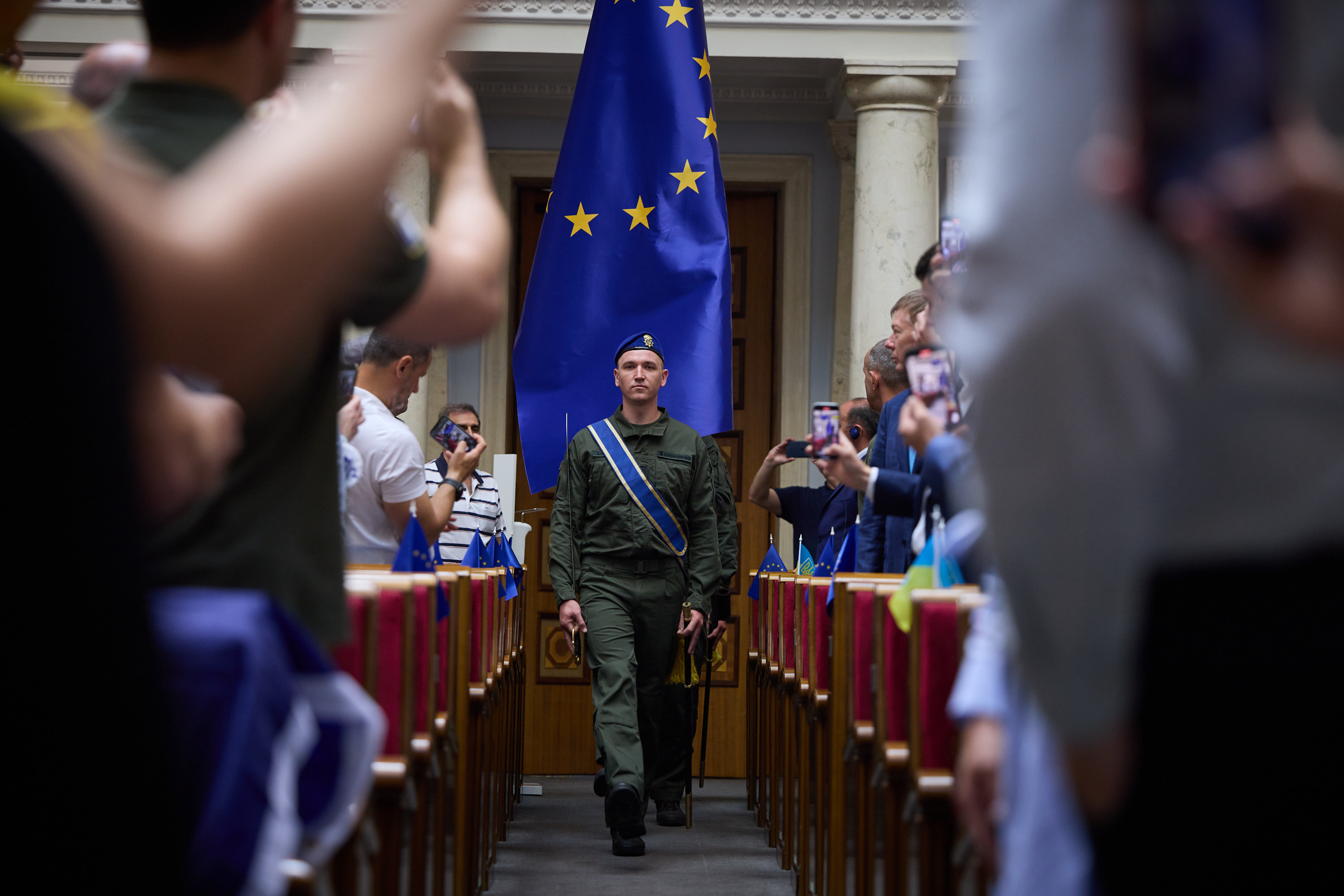
1. července 2022 byla do sálu Nejvyšší rady Ukrajiny slavnostně vnesena vlajka EU, která tam bude umístěna trvale.

23. června 2022 přijal Evropský parlament rezoluci vyzývající k okamžitému udělení statusu kandidáta na členství v Evropské unii Ukrajině. Téhož dne udělila Evropská rada Ukrajině status kandidáta na přistoupení k Evropské unii.

## Veřejný názor

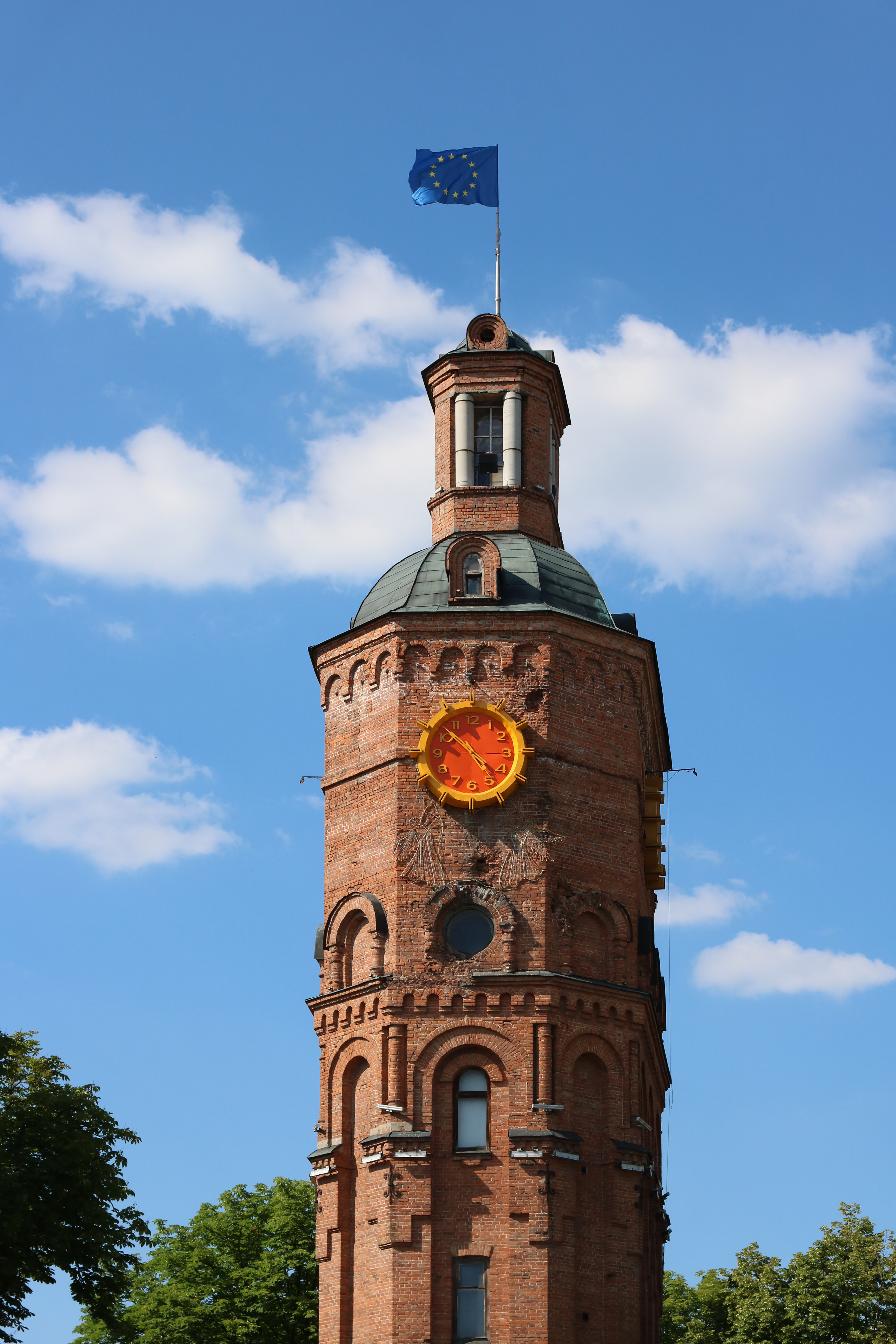
Vlajka Evropské unie na věži ve Vinnycji

### Na Ukrajině
91 % Ukrajinců podporovalo vstup do Evropské unie během ruské invaze na Ukrajinu v roce 2022, podle průzkumu provedeného společností Rating Sociological Group ve dnech 30. až 31. března 2022, až z 66,4 % v únoru 2015.

### V EU
Podle průzkumu, který provedla organizace Ifop, kterou zadala Evropská strategie Jalty a Fondation Jean-Jaurès od 3. do 7. března 2022, 92 % zastánců vstupu Ukrajiny do EU je v Polsku, 71 % v Itálii, 68 % v Německu a 62 % ve Francii.
Průzkum Flash Eurobarometer provedený v dubnu 2022 ve všech zemích EU ukazuje největší podporu vstupu Ukrajiny do EU v Portugalsku, kde jej podpořilo 87 % respondentů. Následuje Estonsko (83 %), Litva (82 %), Polsko (81 %) a Irsko (79 %). Nejskeptičtější jsou vůči přistoupení Ukrajiny Maďaři, kde tuto myšlenku podporuje pouze 48 % respondentů (37 % proti). Maďarsko má zároveň nejvyšší podíl obyvatel nerozhodnutých v této otázce – 16 % (stejně ve Francii a Belgii).
Podle průzkumu, který zadal New Europe Center, bylo 68 % Němců, 65 % Francouzů a 65 % Nizozemců pro udělení kandidatury Ukrajině. Proti takovému rozhodnutí se zároveň stavělo 32 % Němců a 35 % Francouzů a Nizozemců.

## Ukrajinská poslankyně EP
Ačkoliv Ukrajina ještě není řádným členským státem Evropské unie, přesto má již od 1. července 2014 v Evropské parlamentu svého zástupce. Za maďarskou stranu Fidesz premiéra Viktora Orbána byla ve volbách do EP 2014 a 2019 v Maďarsku zvolena europoslankyně Andrea Bocskor (ukrajinsky Андрея Гейзівна Бочкор) z města Berehovo, která je držitelkou maďarského i ukrajinského státního občanství. Je tedy fakticky prvním občanem Ukrajiny zvoleným za poslance Evropského parlamentu.